# Dili főegyházmegye
A Dili főegyházmegye (latinul: Archidioecesis Diliensis) a római katolikus egyház egyik főegyházmegyéje Kelet-Timorban. A főegyházmegyei rangot 2019. szeptember 11-e óta viseli, előtte egyházmegye volt. Ekkor két szuffragán egyházmegyét is kapott, a Baucaui és a Malianai egyházmegyét, megyéspüspöke pedig érseki és metropolitai címet. Az országnak csak egy nagyszemináriuma van, az egyházmegyében található Szent Péter és Pál Szeminárium.

## Története
1983-ban Carlos Filipe Ximenes Belo SDB vette át a Dili egyházmegye igazgatását. Akkor az egyetlen egyházmegye volt a területen, a 700 000 katolikust 71 pap által igazgatott 30 plébánia közt osztották el. 2017-ben az egyházmegyének 28 plébániája volt.585 958 katolikus hívővel.

## Egyházi vezetés
Dili érsekei (római rítus)
- - Virgílio do Carmo da Silva érsek, SDB (2019. szeptember 11. – (előtte megyéspüspök))

Dili püspökei
- - Virgílio do Carmo da Silva püspök, SDB (2016. január 30. – 2019. szeptember 10., utána érsek)
  - Basilio do Nascimento püspök (apostoli adminisztrátor; 2015. február 9. - 2016. január 30.)
  - Alberto Ricardo da Silva püspök (2004. február 27. – 2015. február 9.)
  - Basilio do Nascimento püspök (apostoli adminisztrátor 2002. november 26. – 2004. február 27.)
  - Carlos Filipe Ximenes Belo püspök, SDB (apostoli adminisztrátor 1988. március 21. – 2002. november 26.)
  - Martinho da Costa Lopes atya (később Monsignore) (apostoli adminisztrátor 1977 – 1983)
  - José Joaquim Ribeiro püspök (1967. január 31. – 1977. október 22.)
  - Jaime Garcia Goulart püspök(1945. október 12. – 1967. január 31.)

## Szomszédos egyházmegyék
- Malianai egyházmegye (délnyugat)
- Amboinai egyházmegye (északkelet)
- Baucaui egyházmegye (kelet)

## Fordítás
Ez a szócikk részben vagy egészben  a   Roman Catholic Archdiocese of Díli című angol Wikipédia-szócikk fordításán alapul.  Az eredeti cikk szerkesztőit annak laptörténete sorolja fel. Ez a jelzés csupán a megfogalmazás eredetét és a szerzői jogokat jelzi, nem szolgál a cikkben szereplő információk forrásmegjelöléseként.